# Coupe de France 1988/89
Het seizoen 1988/89 was het 72e seizoen van de Coupe de France in het voetbal. Het toernooi werd georganiseerd door de Franse voetbalbond.
Dit seizoen namen er 5293 clubs deel. De competitie ging in de zomer van 1988 van start en eindigde op 10 juni 1989 met de finale in het Parc des Princes in Parijs. De finale werd gespeeld tussen recordfinalist en -bekerwinnaar Olympique Marseille (voor de vijftiende keer finalist) en AS Monaco (voor de zevende keer finalist). Olympique Marseille veroverde voor de tiende keer de beker door AS Monaco met 4-3 te verslaan.
Olympique Marseille behaalde als tweede club voor de tweede keer de dubbel (landstitel en beker) in het Franse voetbal. Als landskampioen vertegenwoordigde Olympique Marseille Frankrijk in de Europacup I, als bekerfinalist nam AS Monaco de plaats in de Europacup II 1989/90 in.

## Uitslagen

### 1/32 finale
De 20 clubs van de Division 1 kwamen in deze ronde voor het eerst in actie. Dit seizoen bereikte één club uit de Franse overzeese gebieden de landelijke eindronden, uit Frans-Guyana nam Geldar Kourou deel. De wedstrijden werden op 12 en 13 maart gespeeld.
| Winnaar              | Uitslag      | Verliezer                      |
| -------------------- | ------------ | ------------------------------ |
| Olympique Marseille  | 4-0          | Pau FC                         |
| AS Monaco            | 6-1          | Indépendante Pont-Saint-Esprit |
| AJ Auxerre           | 3-0          | Chamois Niort FC               |
| FC Sochaux           | 1-0          | FC Metz                        |
| Stade Rennes         | 4-0          | AC Le Touquet                  |
| US Orléans           | 4-0          | Intrépide Angers               |
| AS Beauvais-Marissel | 1-1 ns (3-2) | Girondins Bordeaux             |
| FC Mulhouse          | 3-1          | AS Vauban                      |
| Sporting Toulon Var  | 1-0          | AS Nancy                       |
| FC Nantes            | 4-0          | Stade Hénin                    |
| OGC Nice             | 1-0          | AS Saint-Étienne               |
| Olympique Lyon       | 6-1          | Olympique Alès en Cévennes     |
| Angers SCO           | 0-0 ns (3-1) | Cercle Paul Bert (Rennes)      |
| Paris Saint-Germain  | 3-0          | INF Clairefontaine             |
| SM Caen              | 4-0          | US Saint-Gaudens               |
| Lille OSC            | 3-0          | RC Strasbourg                  |

| Winnaar                    | Uitslag      | Verliezer                |
| -------------------------- | ------------ | ------------------------ |
| Quimper Cornouaille FC     | 2-0          | US Concarneau            |
| Montpellier La Paillade SC | 3-2          | FC Montceau-Bourgogne 71 |
| FC Grenoble Dauphiné       | 1-0          | SA Épinal                |
| Stade Mont-de-Marsan       | 2-2 ns (5-3) | USJOA Valence            |
| Matra Racing               | 1-0          | FC Martigues             |
| Brest Armorique            | 3-0          | FC Lorient               |
| RC Lens                    | 4-2          | Stade Le Portel          |
| AS Cannes                  | 1-1 ns (4-2) | Stade Laval              |
| US Créteil                 | 2-0          | FC Sète                  |
| Geldar Kourou              | 2-1          | FC Sens                  |
| Toulouse FC                | 3-1          | Stade Vallauris          |
| AEP Bourg-La Roche         | 3-1          | AS Angoulême Charentes   |
| FC Gueugnon                | 2-1          | CS Sedan                 |
| EDS Montluçon              | 2-1          | Stade Reims              |
| USL Dunkerque              | 2-0          | RC Versailles            |
| FC Rouen                   | 3-1          | SO Cholet                |

### 1/16 finale
De heenwedstrijden op 22 maart gespeeld, de terugwedstrijden op 28 en 29 maart.
 * = eerst thuis 
| Winnaar               | Uitslag  | Verliezer                    |
| --------------------- | -------- | ---------------------------- |
| Olympique Marseille * | 4-1, 0-0 | Quimper Cornouaille FC       |
| AS Monaco             | 1-1, 3-0 | Montpellier La Paillade SC * |
| AJ Auxerre            | 2-1, 3-1 | FC Grenoble Dauphiné *       |
| FC Sochaux            | 2-1, 3-0 | Stade Mont-de-Marsan *       |
| Stade Rennes          | 1-0, 2-1 | Matra Racing *               |
| US Orléans *          | 2-0, 2-3 | Brest Armorique              |
| AS Beauvais-Marissel  | 0-1, 2-0 | RC Lens *                    |
| FC Mulhouse           | 1-1, 2-0 | AS Cannes *                  |

| Winnaar               | Uitslag  | Verliezer            |
| --------------------- | -------- | -------------------- |
| Sporting Toulon Var * | 2-0, 1-0 | US Créteil           |
| FC Nantes             | 3-0, 8-0 | Geldar Kourou *      |
| OGC Nice *            | 2-0, 2-1 | Toulouse FC          |
| Olympique Lyon        | 0-1, 2-0 | AEP Bourg-La Roche * |
| Angers SCO *          | 1-0, 0-0 | FC Gueugnon          |
| Paris Saint-Germain   | 1-0, 5-1 | EDS Montluçon *      |
| SM Caen *             | 1-0, 0-0 | USL Dunkerque        |
| Lille OSC *           | 4-0, 0-1 | FC Rouen             |

### 1/8 finale
De heenwedstrijden werden op 7 en 8 april gespeeld, de terugwedstrijden op 15 april.
 * = eerst thuis 
| Winnaar               | Uitslag  | Verliezer           |
| --------------------- | -------- | ------------------- |
| Olympique Marseille * | 1-1, 2-1 | Sporting Toulon Var |
| AS Monaco             | 0-0, 2-1 | FC Nantes *         |
| AJ Auxerre            | 2-1, 3-0 | OGC Nice *          |
| FC Sochaux *          | 1-0, 1-1 | Olympique Lyon      |

| Winnaar                | Uitslag  | Verliezer             |
| ---------------------- | -------- | --------------------- |
| Stade Rennes *         | 1-0, 3-1 | Angers SCO            |
| US Orléans             | 4-0, 3-3 | Paris Saint-Germain * |
| AS Beauvais-Marissel * | 1-0, 3-1 | SM Caen               |
| FC Mulhouse            | 0-0, 3-2 | Lille OSC *           |

### Kwartfinale
De heenwedstrijden werden op 2 en 3 mei gespeeld, de terugwedstrijden op 9 mei.
 * = eerst thuis 
| Winnaar               | Uitslag  | Verliezer              |
| --------------------- | -------- | ---------------------- |
| Olympique Marseille * | 5-1, 2-2 | Stade Rennes           |
| AS Monaco             | 2-1, 3-3 | US Orléans *           |
| AJ Auxerre            | 2-1, 0-0 | AS Beauvais-Marissel * |
| FC Sochaux *          | 3-1, 0-1 | FC Mulhouse            |

### Halve finale
De heenwedstrijden werden op 25 en 26 mei gespeeld, de terugwedstrijden op 3 juni.
 * = eerst thuis 
| Winnaar               | Uitslag           | Verliezer  |
| --------------------- | ----------------- | ---------- |
| Olympique Marseille * | 2-0, 1-0          | AJ Auxerre |
| AS Monaco *           | 0-0, 0-0 ns (5-3) | FC Sochaux |

### Finale
De wedstrijd werd op 10 juni 1989 gespeeld in het Parc des Princes in Parijs voor 44.448 toeschouwers. De wedstrijd stond onder leiding van scheidsrechter Joël Quiniou.
| Winnaar                                                                            | Uitslag | Finalist                                            |
| ---------------------------------------------------------------------------------- | ------- | --------------------------------------------------- |
| Olympique Marseille                                                                | 4-3     | AS Monaco                                           |
| Jean-Pierre Papin 12' Jean-Pierre Papin 22' Klaus Allofs 47' Jean-Pierre Papin 65' |         | 31' Marcel Dib 72' Marcel Dib 88' (s) Manuel Amoros |

1917/18 · 1918/19 · 1919/20 · 1920/21 · 1921/22 · 1922/23 · 1923/24 · 1924/25 · 1925/26 · 1926/27 · 1927/28 · 1928/29 · 1929/30 · 1930/31 · 1931/32 · 1932/33 · 1933/34 · 1934/35 · 1935/36 · 1936/37 · 1937/38 · 1938/39 · 1939/40 · 1940/41 · 1941/42 · 1942/43 · 1943/44 · 1944/45 · 1945/46 · 1946/47 · 1947/48 · 1948/49 · 1949/50 · 1950/51 · 1951/52 · 1952/53 · 1953/54 · 1954/55 · 1955/56 · 1956/57 · 1957/58 · 1958/59 · 1959/60 · 1960/61 · 1961/62 · 1962/63 · 1963/64 · 1964/65 · 1965/66 · 1966/67 · 1967/68 · 1968/69 · 1969/70 · 1970/71 · 1971/72 · 1972/73 · 1973/74 · 1974/75 · 1975/76 · 1976/77 · 1977/78 · 1978/79 · 1979/80 · 1980/81 · 1981/82 · 1982/83 · 1983/84 · 1984/85 · 1985/86 · 1986/87 · 1987/88 · 1988/89 · 1989/90 · 1990/91 · 1991/92 · 1992/93 · 1993/94 · 1994/95 · 1995/96 · 1996/97 · 1997/98 · 1998/99 · 1999/00 · 2000/01 · 2001/02 · 2002/03 · 2003/04 · 2004/05 · 2005/06 · 2006/07 · 2007/08 · 2008/09 · 2009/10 · 2010/11 · 2011/12 · 2012/13 · 2013/14 · 2014/15 · 2015/16 · 2016/17 · 2017/18 · 2018/19 · 2019/20 · 2020/21 · 
2021/22 · 2022/23 · 2023/24 · 2024/25 ·